# Корсаков, Владимир Никитич
Владимир Никитич Корсаков (20 декабря 1846 —12 октября 1900) — российский военный деятель, генерал-майор, участник русско-турецкой войны. Офицер для особых поручений Главнокомандующего Кавказской армией.

## Биография
Происходил из дворян Санкт-Петербургской губернии. Родился 20 декабря 1846 года. Образование получил в Пажеском корпусе. 8 августа 1866 года определён на службу корнетом в лейб-гвардейский Кирасирский Его Величества полк. 31 декабря 1870 года командирован в распоряжение Его Императорского Высочества главнокомандующего Кавказской армией.
16 апреля 1872 года произведен в штабс-капитаны. Принимал участие в Хивинском походе. 10 декабря 1874 года прикомандирован к 16-му драгунскому Тверскому Его Императорского Высочества Великого князя Николая Николаевича полку для командования эскадроном. 21 октября 1875 года назначен адъютантом при Его Императорском Высочестве главнокомандующем Кавказской армией.
9 апреля 1877 года командирован в распоряжение командующего действующим корпусом. 12 января командир конвоя главнокомандующего Кавказской армией. 16 апреля 1878 года произведен в полковники. 23 февраля 1880 года назначен командиром 16 драгунского Нижегородского Его Величества короля Виртембергского полка.
14 февраля 1881 года отчислен от должности с зачислением по армейской кавалерии. 19 апреля 1882 года уволен со службы с мундиром. 22 августа 1890 года вновь определён на службу, с назначением чиновником особых поручении сверх штата при военном министре и с зачислением по армейской кавалерии.
12 января 1894 года назначен чиновником особых поручении 6 класса. 11 марта 1897 года штаб-офицер для особых поручении, а 6 декабря того же года произведен в генерал-майоры.
Скончался 12 октября 1900 года.

## Награды
- Орден Святого Владимира 4-й ст. с мечами и бантом за отличие в делах во время Хивинского похода (1874)
- Орден Святого Станислава 3-й ст. с мечами и бантом за переход через Балканы (1877)
- баденский орден Церингенского льва (кавалерский крест) (1876)
- Золотое оружие «За храбрость» за отличие в сражении против турок (1877)
- Орден Святого Станислава 2-й ст. (1877)
- Орден Святой Анны 2-й ст. с мечами за отличие в делах против турок (1877)
- Орден Красного орла 2-й ст. (1879)
- Орден Святого Владимира 3-й ст. (1894)
- Орден Благородной Бухары